# De solido intra solidum naturaliter contento dissertationis prodromus
De solido intra solidum naturaliter contento dissertationis prodromus (in latino Discorso preliminare di una dissertazione sui corpi solidi naturali contenuti in un solido) è l'opera più famosa del geologo e naturalista danese Niccolò Stenone. 
Dedicata a Ferdinando II de' Medici, granduca di Toscana, l'opera venne pubblicata a Firenze nel 1669.

## Premessa
In quest'opera si tende al superamento dell' antica datazione biblica della Terra. Fino a quel momento la storia della Terra non aveva avuto stabilita una propria data, ma rimase ancora a qualche migliaio di anni. Da questo momento in poi, l'età della Terra cominciò ad ampliarsi (si accentuò  in effetti solo a partire da Cuvier nel XIX secolo), fino a raggiungere i 4,6 miliardi di anni considerati oggiFino a quel momento la storia della terra non aveva avuto stabilita una propria data, ma rimase ancora a qualche migliaio di anni. Da questo momento in poi, l'età della Terra cominciò ad ampliarsi (si accentuò solo a partire da Cuvier nel XIX secolo), fino a raggiungere i 4,6 miliardi di anni considerati oggi.

## I principi di Steno
De Solido propose i principi che oggi sono conosciuti come "principi di Steno". Il primo è quello della sovrapposizione degli stati: ci sono strati di sedimenti per cui quello inferiore si è depositato per primo, e quello superiore per ultimo. Cioè, gli strati della crosta terrestre contengono una narrazione. Il secondo è quello dell'orizzontalità originaria: qualunque sia l'orientamento attuale di uno strato, esso era un deposito creato dall'acqua, e quindi originariamente era orizzontale. Il terzo è quello della continuità laterale: l'acqua deposita i sedimenti in uno strato continuo che termina solo al bordo del suo bacino. Pertanto, gli strati rocciosi corrispondenti ad entrambi i lati di una valle erano originariamente un unico strato. Nella parte finale del suo trattato, Stenone si preoccupa che si possa ritenere empie le sue proposte e cerca di conciliarle con la Sacra Scrittura.

## Fortuna dell'opera
L'opera ha avuto un importante influsso nei secoli successivi sia nella storia della geologia che in quello della stratigrafia, sui quali, tra l'altro, enuncia  i principi fondamentali; Stenone può essere considerato padre della geologia (intesa propriamente come scienza della terra).